# ارنست اموری کادمن
ارنست اَموری کادمن (انگلیسی: Ernest Amory Codman؛ ‏ ۳۰ دسامبر ۱۸۶۹ – ۲۳ نوامبر ۱۹۴۰) جراح اهل ایالات متحده آمریکا بود که در حوزهٔ بیهوشی، رادیولوژی، جراحی زخم اثنی‌عشر، انکولوژی ارتوپدی، جراحی شانه و مطالعه نتایج پزشکی مشارکت‌های مهمی داشت. وی دانش‌آموختهٔ کالج هاروارد و دانشکده پزشکی هاروارد و مدافع اصلاحات بیمارستانی بود و پایه‌گذار شناخته‌شدهٔ آن چیزی است که امروزه به عنوان مدیریت نتایج در مراقبت از بیمار سرپایی شناخته می‌شود. کادمن نخستین پزشک آمریکایی بود که پیشرفت بیماران را از طریق بهبودی آنها به صورت سامانمند دنبال کرد. وی همچنین نخستین سامانه ثبت تومور استخوان را در ایالات متحده آمریکا ایجاد کرد.